# Estatili Taure
Els Estatili Taure (en llatí: Statilius Taurus) foren una branca de la gens Estatília, una família originària de la Lucània. Aparegueren durant l'època del segon triumvirat, i guanyaren importància durant el període de la dinastia Júlio-Clàudia.
El primer membre de la família fou Tit Estatili Taure, un homo novus arribat de la Lucània que donà suport a Octavià i lluità al seu costat a la batalla d'Àccium (31 aC). Això el va situar en molt bona posició, i assegurà el futur de la seva nissaga. Es casà amb una dona desconeguda, o bé amb Cornèlia Sisenna, i tengué diversos fills:
- Tit Estatili Taure, triumvir monetal l'any 8
- Sisenna Estatili Taure, cònsol l'any 16, altrament considerat fill de l'anterior i de Cornèlia Sisenna; casat amb una dona de nom Cornèlia
  - Estatili Taure Sisenna, fill de l'anterior
  - Estatília Cornèlia, germana de l'anterior
- Tit Estatili Taure, cònsol l'any 11, germà de Sisenna Estatili Taure; casat amb una filla de Marc Valeri Messal·la Corví
  - Taure Estatili Corví, cònsol l'any 45, fill de l'anterior
  - Tit Estatili Taure, cònsol l'any 44, germà de l'anterior
    - Segons alguns, Estatília Messal·lina, esposa de l'emperador Neró, era filla d'aquest Estatili Taure

  - Estatília Messal·lina, germana de Taure Estatili Corví i Tit Estatili Taure; casada amb un home de nom Valeri Catul
    - Luci Valeri Catul Messal·lí, cònsol l'any 73
    - Estatília Messal·lina, potser la mateixa esposa de l'emperador Neró